# Surubim
Surubim là một đô thị thuộc bang Pernambuco, Brasil. Đô thị này có diện tích 254,94 km², dân số năm 2007 là 53888 người, mật độ 211,38 người/km².